# ويليام ماسون (مهندس)
ويليام ماسون (بالإنجليزية: William Mason)‏ هو مهندس أمريكي، ولد في 2 سبتمبر 1808 في مايستيك في الولايات المتحدة، وتوفي في 21 مايو 1883 في تونتون في الولايات المتحدة بسبب ذات الرئة.